# Marie z Armagnacu
Marie z Armagnacu (1420–1473) byla francouzská šlechtična, dcera Jana IV. z Armagnacu a jeho druhé manželky Isabely Navarrské. Přes svého syna se stala předkem Jindřicha IV. Francouzského.

## Manželství a potomci
30. dubna 1437 se Marie stala druhou manželkou Jana II. z Alençonu. Svatba se konala na zámku L'Isle-Jourdain. Měli spolu dvě děti:
- Kateřina (1452–1505)
- René z Alençonu (1454–1492)
⚭ Markéta z Harcourtu
⚭ 1488 Markéta Lotrinská (1463–1521)

Marie zemřela 25. července 1473 v klášteře Mortagne-au-Perche. Její manžel zemřel o tři roky později, 8. září 1476 v Paříži